# Herman Chadwick Valdés
Herman Chadwick Valdés (La Serena, 28 de octubre de 1913-ib. 1998) fue un abogado chileno, designado notario en 1949, y que ostentó dicho cargo hasta 1977, año en que fue designado por Augusto Pinochet como conservador de bienes raíces de Santiago. Estuvo en este último cargo durante toda la dictadura militar, hasta que decidió renunciar por motivos de salud en 1997, un año antes de su muerte.

## Biografía

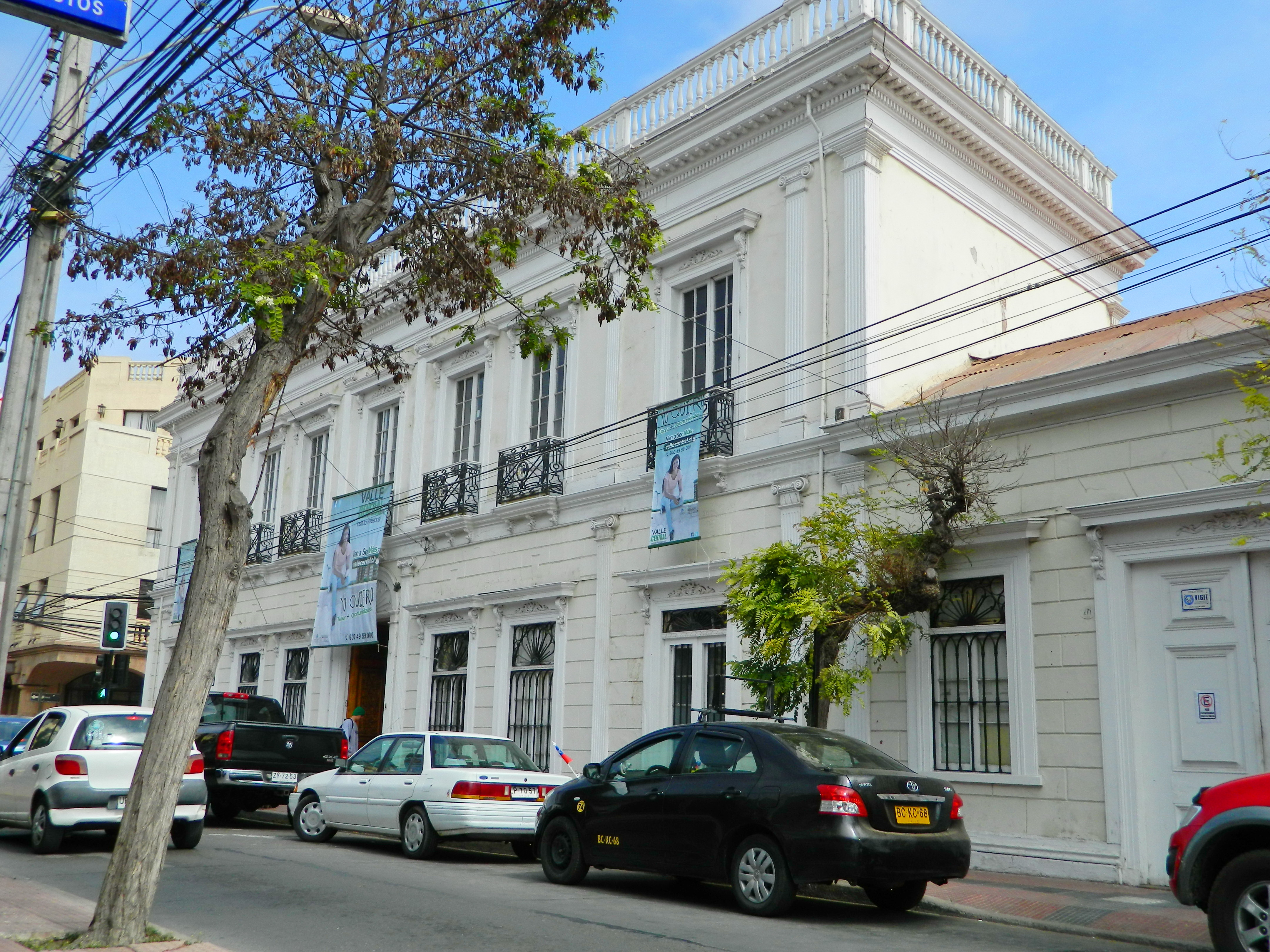
La Casa Chadwick en 2013, donde Herman pasó sus primeros años en La Serena.

Oriundo de La Serena, fue hijo de Roberto Tomás Chadwick Castro y Adriana Valdés Astaburuaga, era hermano del también abogado y político Tomás, quien llegó a ser senador de Chile por el Partido Socialista.
Pasó sus primeros años en la Casa Chadwick, una hacienda de La Serena. En 1930, se trasladó a Santiago junto a su hermano Tomás, para estudiar Derecho. Una vez instalados en una pensión cercana a la Plaza de Armas, comenzaron a involucrarse en la vida pública.
Como abogado ingresó al Poder Judicial el año 1932 con el cargo de Oficial Cuarto en el Segundo Juzgado Civil de Santiago. En 1949 ganó un cupo de notario, cargo que desempeñó hasta 1977. El 13 de enero de ese año, Augusto Pinochet lo nombró Conservador de Bienes Raíces de Santiago, uno de los puestos más apetecidos del Poder Judicial, debido a tener uno de los salarios más altos del país, que en 2010 rondaba los 50 millones de pesos mensuales. Este cargo lo mantuvo durante todo el resto de la dictadura militar, hasta que renunció en 1997, con 84 años de edad, reuniendo una enorme fortuna.

### Matrimonio e hijos
Se casó con Paulette Piñera Carvallo con quien tuvo ocho hijos:
- Herman Chadwick Piñera (1945), casado con María Irene Larraín Herrera.
- María Paula Chadwick Piñera (1946), casada con Patricio Fernández Barros.
- María Teresa Chadwick Piñera (1948), casada con José Antonio Viera-Gallo Quesney.
- María Elena Chadwick Piñera (1950), casada con Hernán Fleischmann Echeñique.
- María Trinidad Chadwick Piñera (1954), casada con Juan Dittborn Santa Cruz.
- Andrés Chadwick Piñera (1956), casado con María Victoria Costa Vega.
- María Carolina Chadwick Piñera (1957).
- María Margarita Chadwick Piñera, casada con Alfonso Edwards.

Apodado en su familia como «El Pancha», fue muy cercano a su nieto Patricio Fernández Chadwick (fundador de la revista The Clinic) y especialmente a su nieto Herman Chadwick Larraín, a quien siendo un joven abogado le dejó en testamento el manejo de sus bienes familiares, además de pedirle que lo reemplazara en sus funciones de Conservador de Bienes Raíces durante un año.